# Lenie
Lenie è una frazione del comune di Gramsh in Albania (prefettura di Elbasan).
Fino alla riforma amministrativa del 2015 era comune autonomo, dopo la riforma è stato accorpato, insieme agli ex-comuni di Kukur, Kushovë, Kodovjat, Pishaj, Poroçan, Skënderbegas, Sult e Tunjë a costituire la municipalità di Gramsh.

## Località
Il comune era formato dall'insieme delle seguenti località:
- Lenie
- Bicaj
- Grabove e Poshtme
- Grabove e Siperme
- Kurate
- Valt